# ويليام ستافورد
ويليام ستافورد (بالإنجليزية: William Stafford)‏ هو كاتب ومؤلف وشاعر أمريكي، ولد في 17 يناير 1914 في هتشنسون في الولايات المتحدة، وتوفي في 28 أغسطس 1993 في ليك أوسويغو في الولايات المتحدة.

## وصلات خارجية
- ويليام ستافورد على موقع الموسوعة البريطانية (الإنجليزية)
- ويليام ستافورد على موقع ميوزك برينز (الإنجليزية)
- ويليام ستافورد على موقع إن إن دي بي (الإنجليزية)
- ويليام ستافورد على موقع ديسكوغز (الإنجليزية)